# Montclar-Lauragais
Montclar-Lauragais település Franciaországban, Haute-Garonne megyében. Lakosainak száma 245 fő (2022. január 1.). Montclar-Lauragais Renneville, Avignonet-Lauragais, Beauteville, Gardouch és Lagarde községekkel határos.

## Népesség
A település népességének változása:
| Lakosok száma | 75   | 92   | 109  | 202  | 215  | 236  | 246  | 242  | 240  | 245  |
|               | 1968 | 1982 | 1990 | 2006 | 2013 | 2015 | 2017 | 2019 | 2020 | 2022 |